# Symbol Technologies
Symbol Technologies — производитель и поставщик оборудования для мобильного сбора данных. Компания специализируется в штрихкодах, сканерах, мобильных систем, RFID систем и беспроводных сетях. Была приобретена компанией Motorola. С 2014 года является дочерним предприятием компании Zebra Technologies.